# 1982 en combiné nordique
| Années du combiné nordique : 1979 - 1980 - 1981 - 1982 - 1983 - 1984 - 1985    |
| Décennies du combiné nordique : 1950 - 1960 - 1970 - 1980 - 1990 - 2000 - 2010 |

Cette page reprend les résultats de combiné nordique de l'année 1982.

## Festival de ski d'Holmenkollen
L'épreuve de combiné de l'édition 1982 du festival de ski d'Holmenkollen donna lieu au championnat du monde. Elle fut remportée par le Norvégien Tom Sandberg, qui s'imposait devant deux Allemands de l'Est, Konrad Winkler et Uwe Dotzauer.

## Jeux du ski de Lahti
Deux Finlandais sont en tête de l'épreuve de combiné des Jeux du ski de Lahti 1982 : elle fut remportée par Rauno Miettinen devant son compatriote Jouko Karjalainen. Le Norvégien Espen Andersen se classe troisième.

## Jeux du ski de Suède
Deux Allemands de l'Ouest sont aux deux premières places de l'épreuve de combiné des Jeux du ski de Suède 1982 : elle fut remportée par Hermann Weinbuch devant son compatriote Hubert Schwarz. Le Norvégien Hallstein Bøgseth est troisième.

## Championnat du monde
Le championnat du monde eut lieu à Oslo, en Norvège, sur le tremplin de Holmenkollen, lors du festival éponyme. L'épreuve de combiné fut remportée par le Norvégien Tom Sandberg. Il s'impose devant deux Allemands de l'Est, Konrad Winkler et Uwe Dotzauer.
L'épreuve par équipes fut remportée par l'équipe d'Allemagne de l'Est, composée de Uwe Dotzauer, Günther Schmieder et Konrad Winkler. Elle devance l'équipe de Finlande (Jouko Karjalainen, Rauno Miettinen et Jorma Etelälahti). L'équipe de Norvège (Hallstein Bøgseth, Espen Andersen et Tom Sandberg) est troisième.

## Coupe de la Forêt-noire
La coupe de la Forêt-noire 1982 fut remportée par l'Allemand de l'Est Uwe Dotzauer.

## Championnat du monde juniors
Comme en 1978, le Championnat du monde juniors 1982 a eu lieu à Murau, en Autriche. Le Norvégien Knut Leo Abrahamsen a été sacré Champion du monde juniors. Le Soviétique Andrej Simanov est arrivé deuxième devant son compatriote Sergueï Bondar.

## Championnats nationaux

### Championnats d'Allemagne
Les résultats du Championnat d'Allemagne de l'Ouest de combiné nordique 1982 manquent.
À l'Est, l'épreuve du championnat d'Allemagne de combiné nordique 1982 fut remportée par Konrad Winkler, qui retrouvait là son titre conquis en 1980 et perdu l'année suivante (il avait terminé troisième du Championnat 1981). Il s'impose devant Uwe Dotzauer et Günter Schmieder, le champion sortant.

### Championnat d'Estonie
Le Championnat d'Estonie 1982 s'est déroulé à Otepää. Il fut remporté par le vice-champion en titre, Tiit Heinloo, devant le champion 1980, Kalev Aigro, qui l'année précédente était arrivé troisième. Comme en 1979, Lembit Tagel occupe la marche la plus basse du podium.

### Championnat des États-Unis
Le championnat des États-Unis 1982 s'est tenu à Laconia, dans le New Hampshire. Il a été remporté par Pat Ahern.

### Championnat de Finlande
Les résultats du championnat de Finlande 1982 sont incomplets. Comme l'année précédente, le Champion fut Jouko Karjalainen.

### Championnat de France
Les résultats du championnat de France 1982 sont incomplets. Comme les trois années précédentes, Éric Lazzaroni remporta le titre.

### Championnat d'Islande
Le championnat d'Islande 1982 fut remporté par Þorvaldur Jónsson.

### Championnat d'Italie
Comme lors des deux éditions précédentes, le championnat d'Italie 1982 fut remporté par Giampaolo Mosele. Francesco Benetti est deuxième devant Paolo Aloisio.

### Championnat de Norvège
Le championnat de Norvège 1982 a été remporté par Tom Sandberg. Espen Andersen est deuxième devant Per Bjørn, troisième.
L'épreuve par équipes fut remportée par celle d'Oslo.

### Championnat de Pologne
Comme l'année précédente, le championnat de Pologne 1982 fut remporté par Stanisław Kawulok, du club Olimpia Goleszów.

### Championnat de Suède
Comme en 1980, le championnat de Suède a distingué Martin Rudberg, du club Nedansjö IK (sv). Le club champion fut le Holmens IF (sv).

### Championnat de Suisse
Les résultats du Championnat de Suisse 1982 manquent.